# Gracilimesus modestus
Gracilimesus modestus är en kräftdjursart som först beskrevs av Hansen 1916.  Gracilimesus modestus ingår i släktet Gracilimesus och familjen Ischnomesidae.
Artens utbredningsområde är Davis sund. Inga underarter finns listade i Catalogue of Life.